# Héctor Moreno
Héctor Alfredo Moreno Herrera, född 17 januari 1988 i Culiacán, Mexiko, är en professionell fotbollsspelare som spelar för Monterrey. Moreno representerar även Mexikos landslag. Han har tidigare spelat för bland annat Roma och Real Sociedad.

## Karriär
I juni 2021 värvades Moreno av Monterrey.